# Mont Clare, Pennsylvania
Mont Clare är en ort i Montgomery County, Pennsylvania, USA, ligger några mil från kusten mellan Washington och New York i USA mitt emot Phoenixville som ligger på västra sidan om floden Schuylkill River. I Mont Clare föddes Sundance Kid år 1867 på 122 Jacobs Street. Staden har tillsammans med Phoenixville strax under 15 000 invånare.